# Koffi Olomidé
Antoine Koffi Olomidé (Kisangani, 13 de julio de 1956) es un cantante, productor y compositor de música soukous de la República Democrática del Congo.
Nacido en Kisangani (República Democrática del Congo) de madre congoleña y padre togolés, Koffi se crio en Kinshasa. Fue a Francia a estudiar. Mientras estaba en París, empezó a tocar la guitarra y escribir canciones. Cuando regresó al Congo era miembro de Viva la Música, la banda de Papa Wemba. Koffi volvió a popularizar el estilo lento de soukous, que había quedado fuera de moda. Llamó a ese estilo Tcha Tcho, y ganó popularidad fuera del Congo. La música de Koffi puede ser controvertida, ya que toma eventos actuales y temas considerados tabú en algunas sociedades conservadoras. También ha participado en el proyecto de música salsa Africando. Koffi tiene cuatro premios Kora en Sudáfrica y también ganó como mejor artista de África central. Está casado y es padre de cuatro niños.